# Великий Коморськ
Великий Коморськ (пол. Wielki Komorsk) — село в Польщі, у гміні Варлюбе Свецького повіту Куявсько-Поморського воєводства. Населення — 1376 осіб (2011).
У 1975-1998 роках село належало до Бидгощського воєводства. Місто розташоване на відстані близько 3 км на схід від Варлубе, 25 км на північний схід від Свєнці, 62 км на північ від Торуня, 69 км на північний схід від Бидгоща.

## Демографія
Демографічна структура станом на 31 березня 2011 року:
|          | Загалом | Допрацездатний вік | Працездатний вік | Постпрацездатний вік |
| -------- | ------- | ------------------ | ---------------- | -------------------- |
| Чоловіки | 677     | 168                | 463              | 46                   |
| Жінки    | 699     | 175                | 409              | 115                  |
| Разом    | 1376    | 343                | 872              | 161                  |